# 117° westerlengte
117° westerlengte (ten opzichte van de nulmeridiaan) is een meridiaan of lengtegraad, onderdeel van een geografische positieaanduiding in bolcoördinaten. De lijn loopt vanaf de Noordpool naar de Noordelijke IJszee, Noord-Amerika, de Grote Oceaan, de Zuidelijke Oceaan en Antarctica en zo naar de Zuidpool.
De meridiaan op 117° westerlengte vormt een grootcirkel met de meridiaan op 63° oosterlengte. De meridiaanlijn beginnend bij de Noordpool en eindigend bij de Zuidpool gaat door de volgende landen, gebieden of zeeën. 
| Land, gebied of zee             | Nauwkeurigere gegevens                                              |
| ------------------------------- | ------------------------------------------------------------------- |
| Noordelijke IJszee              |                                                                     |
| Canada                          | Northwest Territories - Prins Patrickeiland                         |
| Fitzwilliamstraat Kellettstraat |                                                                     |
| Canada                          | Northwest Territories - Melville-eiland                             |
| M'Clurestraat                   |                                                                     |
| Canada                          | Northwest Territories - Bankseiland                                 |
| Straat Prince of Wales          |                                                                     |
| Canada                          | Northwest Territories - Victoria-eiland                             |
| Prince Albert Sound             |                                                                     |
| Canada                          | deels Northwest Territories deels Nunavut - Victoria-eiland         |
| Dolphin and Union Strait        |                                                                     |
| Canada                          | Nunavut, Northwest Territories, Alberta, British Columbia           |
| Verenigde Staten                | Idaho, Washington, Oregon, Idaho, Oregon, Idaho, Nevada, Californië |
| Mexico                          | Baja California                                                     |
| Grote Oceaan                    |                                                                     |
| Zuidelijke Oceaan               |                                                                     |
| Antarctica                      | Niet-toegeëigend gebied in Antarctica                               |